# The Most Haunted House in England: Ten Years' Investigation of Borley Rectory
The Most Haunted House in England: Ten Years Investigation of Borley Rectory (en español: La casa más encantada de Inglaterra: Diez años de investigación en la Rectoría Borley) es un libro escrito por el investigador psíquico Harry Price en 1940.

## Contexto
La Rectoría de Borley, en Borley (Inglaterra), se convirtió en foco de multitud de fenómenos paranormales durante el primer tercio del siglo XX, aunque los primeros reportes datan de 1863. Harry Price alquiló en mayo de 1937 el inmueble durante 1 año y reclutó a 48 observadores voluntarios para vivir en él bajo órdenes de reportar cualquier fenómeno paranormal del que fueran testigos. En febrero de 1939 la rectoría fue destruida por un incendio, y en octubre de 1940 tras completar el libro tiempo atrás, Price lo publica. Este libro cuenta como no ocurrió nada en la casa.
El libro es un compilado de los sucesos acaecidos en la rectoría junto a las observaciones y experiencias del propio Price. A raíz de la publicación de este libro, la rectoría se ha ganado la fama de "la casa más encantada de Inglaterra".